# Hoplocryptus coxator
Hoplocryptus coxator là một loài tò vò trong họ Ichneumonidae.